# Антиохия Заяксартская

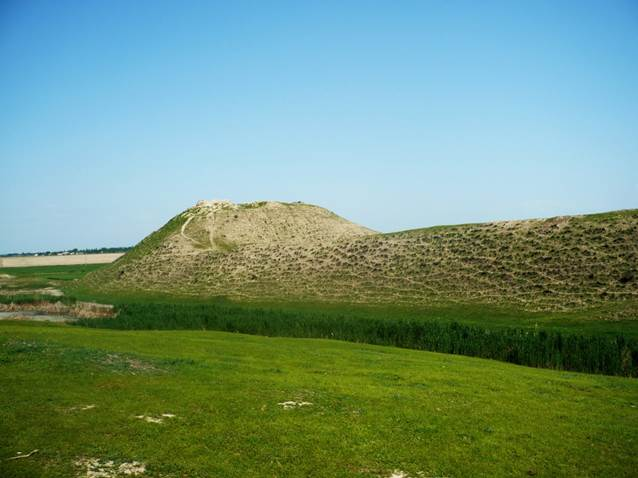
Вид на цитадель и крепостную стену шахристана I.

Антиохия Заяксартская — город, основанный в III до н. э. на правобережье Яксарта (древнее название реки Сырдарьи) у места слияния рек Сырдарьи и Ахангарана греческим военачальником Демодамом во время похода против заречных саков (скифов) и названный в честь царя Антиоха I Сотера, впоследствии город Харашкент (III век до н. э. — XII век н. э.). Руинами городской цитадели Антиохии Заяксартской являются, по мнению археологов, древнее античное городище (наиболее ранние находки датируются III веком до н. э.) Канка.
В Средние века это городище было известно под названием Харашќет.
По мнению средневекового историка Абу-л-Каым Ибн Хаукаля (около 977 года) Харашкет являлся вторым по величине городом после Бинкета в местности Шаш.

## Историческая справка
Городище Канка условно принято в настоящее время считать Антиохией Заяксартской, так как она подходит под свидетельство древних историков о том, что вскоре после распада империи Александра Македонского правитель этой части империи — греко-бактрийского царства Антиох послал своего полководца Демодама в поход на заречных саков (скифов), то есть в поход на правобережье Яксарта (Сырдарьи), где он и основал город и заложил святилище Аполлона. То есть нижние слои городища III века до н. э. подходят под поход Демодама по времени, и по размерам городища.
Сочетание фортификации, землянок и керамики, свидетельствующей о развитом профессиональном гончарном производстве, наблюдается в греческих городах Причерноморья в IV—II вв. до н. э. в контактной зоне скифского населения и греков-колонистов. Примечательно в этом плане замечание греческого географа Клавдия Птолемея (II в н. э.), что саки, обитающие по Яксарту (Сырдарье) живут в пещерах. Под последними он, скорее всего, подразумевал землянки. Другие античные авторы, обращаясь к теме борьбы Александра Македонского с заречными саками, вскользь отмечают наличие оседлого населения. Так, Арриан от имени скифов-послов к Александру сообщал, что население, живущее за рекой, состоит из скифов (кочевников) и варваров. В терминологии греков под этим подразумевалось негреческое оседлое населения. О том же писал римский историк Квинт Курций Руф (I—II вв. н. э.), что во время борьбы Александра с саками скифы обитали севернее, а области, обращённые к Танаису (Сырдарье) не лишены культуры, то есть имеют города и селения. Немаловажно и то, что к III в до н. э. относится сообщение об Антиохии Заяксартской, городе который локализуется исследователями на месте городища Канка.
Это событие связывается с походом за Сырдарью в качестве разведки и демонстрации военной силы селевкидского полководца Демодама в 293 г до н. э. Он договорился об установлении и ненарушении границ между селевкидскими владениями и скифами? и в знак этого воздвиг алтарь Аполлону Дидимийскому. Кроме этого, Демодам назвал заново укреплённый город Антиохией, в честь Антиоха I Сотера, правителя верхних (то есть восточных) сатрапий, сына Селевка I и Апамы, дочери Спитамена. Возможно, следы этого события прослеживаются в более позднем названии города, известного по арабским дорожникам и географическим сочинениям как Харашкет, то есть «Город Царской благодати» или «Царский город».
С другой стороны, город на месте Канки фигурирует в китайских хрониках как Юйни, центр одноименного малого (то есть подчинённого) владения Кангюя (Кангхи Авесты). Впоследствии он же столица самостоятельного владения Ши-Чача.